# Fraser Hornby
Fraser Hornby (Northampton, 13 september 1999) is een Schots-Engels voetballer die in het seizoen 2022/23 door Stade de Reims wordt uitgeleend aan KV Oostende. Hornby is een aanvaller.

## Clubcarrière

### Everton FC
Hornby werd in 2014 door Everton FC weggeplukt uit de jeugdopleiding van Northampton Town FC. Drie jaar later, op 7 december 2017, maakte hij in de Europa League-wedstrijd tegen Apollon Limasol zijn debuut in het eerste elftal van de club uit Liverpool. Het seizoen daarop werd hij met de beloften van Everton kampioen in de Premier League 2.

### KV Kortrijk
In augustus 2019 werd Hornby voor één seizoen uitgeleend aan de Belgische eersteklasser KV Kortrijk. Hornby, die bij Everton evolueerde van verdedigende middenvelder naar aanvaller, maakte op de achtste speeldag zijn debuut voor Kortrijk in de verloren thuiswedstrijd tegen KV Mechelen (2-3). In zijn tweede wedstrijd was hij in de Beker van België goed voor een goal en een assist tegen RFC Seraing. Op de tiende speeldag van de competitie scoorde hij tweemaal in de 4-0-zege tegen Sint-Truidense VV.

### Stade de Reims & Aberdeen FC
In de zomer van 2020 maakte Hornby op definitieve basis de overstap naar Stade de Reims. De Franse eersteklasser betaalde zo'n 2 miljoen euro voor de aanvaller. In de eerste helft van het seizoen kreeg hij er slechts drie korte invalbeurten in de Ligue 1, waarop hij tijdens de winter van 2021 voor de rest van het seizoen verhuurd werd aan de Schotse eersteklasser Aberdeen FC. Daar kwam hij vaker aan spelen toe, maar in tien officiële wedstrijden slaagde hij er niet in om te scoren.
In het seizoen 2021/22 kreeg Hornby opnieuw een kans bij Stade de Reims. Wegens blessureleed speelde hij er dat seizoen slechts tien officiële wedstrijden, waarin hij een keer scoorde.  Zijn enige doelpunt van het seizoen scoorde hij in de Coupe de France: in de 1/16e finale viel hij in de blessuretijd in voor Sambou Sissoko en scoorde hij quasi meteen het enige doelpunt van de wedstrijd, waardoor verlengingen op het nippertje vermeden konden worden.

### KV Oostende
In juli 2022 leende Stade de Reims hem opnieuw voor een seizoen uit, ditmaal aan de Belgische eersteklasser KV Oostende, die een aankoopoptie bedong in het huurcontract. Met Yves Vanderhaeghe kwam hij er zijn ex-trainer van bij KV Kortrijk opnieuw tegen.
Hornby arriveerde fit bij de kustclub, maar uiteindelijk kon hij pas op de vijfde competitiespeeldag zijn officiële debuut maken: tegen STVV (0-1-nederlaag) gooide Vanderhaeghe hem in de 64e minuut in de strijd. Een week later kreeg Hornby tegen OH Leuven zijn eerste basisplaats, waarop hij na amper vijf minuten de score opende. Zijn goal leverde evenwel geen punten op, want OH Leuven won de wedstrijd met 2-1.

## Clubstatistieken
| Seizoen         | Club             | Land               | Competitie             | Competitie | Competitie | Beker | Beker | Supercup | Supercup | Europees | Europees | Totaal | Totaal |
| Seizoen         | Club             | Land               | Competitie             | Wed.       | Dlp.       | Wed.  | Dlp.  | Wed.     | Dlp.     | Wed.     | Dlp.     | Wed.   | Dlp.   |
| --------------- | ---------------- | ------------------ | ---------------------- | ---------- | ---------- | ----- | ----- | -------- | -------- | -------- | -------- | ------ | ------ |
| 2017/18         | Everton FC       | Vlag van Engeland  | Premier League         | 0          | 0          | 0     | 0     | —        | —        | 1        | 0        | 1      | 0      |
| 2018/19         | Everton FC       | Vlag van Engeland  | Premier League         | 0          | 0          | 0     | 0     | —        | —        | —        | —        | 0      | 0      |
| 2019/20         | → KV Kortrijk    | Vlag van België    | Jupiler Pro League     | 12         | 3          | 2     | 1     | —        | —        | —        | —        | 14     | 4      |
| 2020/21         | Stade de Reims   | Vlag van Frankrijk | Ligue 1                | 3          | 0          | 0     | 0     | —        | —        | 0        | 0        | 3      | 0      |
| 2020/21         | → Aberdeen FC    | Vlag van Schotland | Scottish Premiership   | 9          | 0          | 1     | 0     | —        | —        | 0        | 0        | 10     | 0      |
| 2021/22         | Stade de Reims   | Vlag van Frankrijk | Ligue 1                | 8          | 0          | 2     | 1     | —        | —        | —        | —        | 10     | 1      |
| 2021/22         | Stade de Reims B | Vlag van Frankrijk | Championnat National 2 | 1          | 0          | —     | —     | —        | —        | —        | —        | 1      | 0      |
| 2022/23         | → KV Oostende    | Vlag van België    | Jupiler Pro League     | 10         | 4          | 0     | 0     | —        | —        | —        | —        | 10     | 4      |
| Carrière totaal | Carrière totaal  | Carrière totaal    | Carrière totaal        | 43         | 7          | 5     | 2     | 0        | 0        | 1        | 0        | 49     | 9      |

Bijgewerkt op 29 oktober 2022.

## Interlandcarrière
Hornby was in het verleden Schots jeugdinternational. In 2016 nam hij met Schotland –17 deel aan het EK onder 17 in Azerbeidzjan. Hornby kwam er in actie in de groepswedstrijden tegen België, Portugal en Azerbeidzjan, maar kwam er in geen enkele wedstrijd tot scoren. In de laatste groepswedstrijd, tegen gastland Azerbeidzjan, slikte hij in de 80e minuut een rode kaart.
Toen hij op 13 oktober 2020 met de Schotse beloften een hattrick scoorde tegen San Marino, stak hij Scott Booth en Jordan Rhodes voorbij als topschutter aller tijden van de Schotse beloften. Booth en Rhodes waren sinds respectievelijk 1993 en 2012 topschutter met acht doelpunten, maar Hornby stak hen voorbij en zette de teller op tien.